# Acradina
Acradina (Achradina, Ἀχραδίνη) fou la ciutat exterior de l'antiga Siracusa, la part que es va formar quan els siracusans es van començar a expandir des l'illa d'Ortígia cap a terra ferma. El seu nom es mantingué com una circumscripció de Siracusa fins al 2018.